# La Fille inconnue
Pour plus de détails, voir Fiche technique et Distribution.
La Fille inconnue est un film belge des frères Dardenne sorti en 2016.  

## Synopsis
Jenny Davin, jeune médecin généraliste, se sent coupable de ne pas avoir ouvert la porte de son cabinet à une jeune fille retrouvée morte peu de temps après. Apprenant par la police que l'identité de la jeune fille est inconnue, Jenny se met en quête de trouver son nom. 

## Fiche technique
- Titre original : La Fille inconnue
- Réalisation : Jean-Pierre Dardenne et Luc Dardenne
- Scénario : Jean-Pierre Dardenne et Luc Dardenne
- Photographie : Alain Marcoen
- Montage : Marie-Hélène Dozo
- Décors : Igor Gabriel
- Sociétés de production : Les Films du Fleuve, Archipel 35, Savage Film
- Société de distribution : Diaphana Distribution
- Pays : Belgique
- Langue : français
- Durée : 113 minutes
- Dates de sortie : 
  - France : 18 mai 2016 (Festival de Cannes)
  - France : 12 octobre 2016 (sortie nationale)
  - Belgique : 5 octobre 2016
  - Suisse : 12 octobre 2016

## Distribution
- Adèle Haenel : Jenny Davin
- Olivier Bonnaud : Julien, le collègue de Jenny
- Jérémie Renier : Vincent Smet, le père de Bryan
- Louka Minnella : Bryan Smet
- Olivier Gourmet : le fils Lambert
- Pierre Sumkay : le père Lambert
- Fabrizio Rongione : le docteur Riga
- Thomas Doret : Lucas
- Christelle Cornil : la mère de Bryan
- Jean-Michel Balthazar : le patient diabétique
- Nadège Ouedraogo : la caissière du cybercafé
- Ben Hamidou : l'inspecteur Ben Mahmoud
- Marc Zinga : le proxénète
- Christophe Querelle : Léo, ami de Lucas
- Lionel Jacquet : le père du bébé malade
- Timour Magomedgadjiev : l'ami de l'homme blessé à la jambe

## Tournage
Le tournage a lieu du 12 octobre au 22 décembre 2015 dans la région de Liège et ses environs.

## Accueil
Côté commercial, ce film a plutôt été un échec : les contributeurs de « Sens Critique » le gratifient d'une note de 5,8/10. La presse évoque un accueil plutôt tiède au Festival de Cannes. En France lors de sa sortie en salles, il a enregistré 188 963 spectateurs (JP's Box Office 09.2021).
La Croix salue « une œuvre exigeante et magnifique sur la nécessité de dire. » Pour Télérama, « après “Rosetta”, les frères Dardenne dressent un nouveau portrait de femme complexe et obstinée. »

## Distinctions
- Césars 2017 : nomination au César du meilleur film étranger
- Festival de Cannes 2016 : sélection officielle